# 64 Angelina
64 Angelina eller 1930 QY är en asteroid upptäckt 4 mars 1861 av den tyske astronomen E. W. Tempel vid Marseille-observatoriet. Asteroiden har fått sitt namn efter namnet på Franz Xaver von Zach's observatorium utanför Marseille.
Asteroiden blir ljusare i samband med opposition, på ett sätt som skiljer den från andra asteroider. Detta tros vara ett resultat av de mineraler som finns på asteroidens yta. Fenomenet går att observera även på vissa av Jupiters månar.